# Cinara occidentalis
Cinara occidentalis är en insektsart som först beskrevs av Davidson 1909.  Cinara occidentalis ingår i släktet Cinara och familjen långrörsbladlöss. Inga underarter finns listade i Catalogue of Life.